# وانسلبن ام زه
وانسلبن ام زه (به آلمانی: Wansleben am See) یک منطقهٔ مسکونی در آلمان است که در زگبیت مانسفلدر لاند واقع شده‌است. وانسلبن ام زه ۱٬۸۱۵ نفر جمعیت دارد.